# 喝采 (関ジャニ∞の曲)
『喝采』（かっさい）は、関ジャニ∞の楽曲。2022年7月6日にINFINITY RECORDSから47枚目のシングルとして発売された。

## 概要
- 前作『ひとりにしないよ』から約1年1か月振りのリリース。
- CDは完全生産限定盤（DVD/Blu-ray）、初回限定盤（DVD/Blu-ray）、通常盤の5形態で発売。
  - 自身のCD作品で同形態をDVDとBlu-rayの両媒体で発売するのは本作が初である。
- 表題曲「喝采」は、約3年4か月振りとなるバンドスタイルでストイックに作り込み、「18歳（18周年）の関ジャニ∞」としてがむしゃらに未来へ手を伸ばす姿を表現した、未来への決意を歌う疾走感溢れるナンバーとなっている[18][19]。
  - 42ndシングル『crystal』以来5作振り、通算15曲目であり、5人体制では初のシングルでのバンド曲である。
  - 同曲は、2022年7月に開催された、関ジャニ∞のデビュー18周年記念野外ライブ『18祭』の開催を記念し制作された[15]。
  - 同曲は、自身の冠番組であるテレビ朝日系『関ジャム 完全燃SHOW』で共演した栗原暁[22]が所属するJazzin' parkからの楽曲提供である[23]。
  - シングル表題曲にタイアップが付かない作品は、35thシングル『罪と夏』以来、約6年振りである。
  - 2022年6月1日、自身の公式Twitterにて、同曲の音源が初解禁された[24][25][26]。
  - 同年6月13日、同曲のミュージック・ビデオが公開された[27][28][29]。同MVの公開に先駆け、同年6月8日にMVのティザー映像が公開された[27][注 4]。
  - また、2021年よりバンドで新たにギターを担当している横山が、新規のシングル表題曲で初めてギターとして参加する楽曲となった[30]。
- カップリング「CIRCLE」は、『2020年ドバイ国際博覧会』日本館との共同プロジェクト『共に未来に向けて歩みを進めよう #再び繋がり合う世界』のテーマソングである[31]。

- その他、通常盤のカップリングとして「青春FIREWORKS」を収録[20]。
  - 2022年8月8日、『18祭』の映像が使用された、同曲のメモリアルムービーが公開された[32]。
- 前作に続き、自身が過去にリリースした楽曲を新たに5人の歌声でアップデートするプロジェクト『Re:8EST Project』の楽曲を収録。
  - 初回限定盤には、6thアルバム『JUKE BOX』に収録された、関ジャニ∞が7人（当時）で作詞、メンバーの安田章大が作曲した「All is well」を『Re:8EST edition』で収録[21][注 5]。
    - 2022年6月22日、同曲のミュージック・ビデオのティザー映像が公開された[33]。

  - 通常盤には、22ndシングル「あおっぱな」と、16thシングル『T.W.L/イエローパンジーストリート』から「イエローパンジーストリート」を『Re:8EST edition』で収録[21]。
- 完全生産限定盤・初回限定盤には特典映像を収録した特典DVD/Blu-rayを付属。
  - 完全生産限定盤には、本作がバンドシングルであることから、「EIGHT OF ROCK -"∞TEEN" LIVE SESSION-」と題した、「ローリング・コースター」と「ズッコケ男道」のバンドライブ映像とメイキング映像を収録[20]。
    - 2022年6月29日、同ライブ映像のティザー映像が公開された[34]。
    - 同年6月30日、同ライブ映像の新たなティザー映像が公開された[35]。

  - 初回限定盤には、表題曲「喝采」と、上述の「CIRCLE」と「All is well -Re:8EST edition-」のミュージック・ビデオとメイキング映像、「喝采」のMVのメンバー5人それぞれのソロアングルを収録[20]。
    - 「All is well」は、原曲の発売から約9年越しのMV化となる。
- 完全生産限定盤には、48Pに渡る縦型ミニパンプレット仕様の撮りおろしフォトブック『"∞TEEN" PHOTO BOOK for 18祭』を封入[23]。
  - 前述の『18祭』の会場である日産スタジアムで撮影したカットや、「EIGHT OF ROCK -"∞TEEN" LIVE SESSION-」のバンドライブ撮影カットを収録[23]。
  - 同フォトブック内にて、「関ジャニ∞へ18の質問」と題した、メンバ一ごとの18の一問一答形式で実施されたアンケートも収録[23]。
- 初回限定盤・通常盤のみ、自身のスマートフォン向け公式アプリ『関ジャニ∞アプリ』にて特典画像及び映像を配信[36]。
  - 初回限定盤には、前述の「All is well -Re:8EST edition-」のMV撮影の裏側を収めた特典画像『「All is well -Re:8EST edition-」デジタルフォトブック』を配信[36]。
  - 通常盤には、本作のジャケット写真や日産スタジアムでの撮影の裏側を収めた特典映像『ジャケット写真&日産スタジアム撮影 メイキング』を配信[36]。
- 本作の3形態（完全生産限定盤・初回限定盤・通常盤）全ての購入者特典として、『関ジャニ∞アプリ』にて『18祭』のライブ音源を収録した配信限定ライブ・アルバム『18祭 "もぎたてホヤホヤ" LIVE音源』とライブ写真が配信された[37]。

- 本作の購入者を対象にした抽選企画『夏だ!祭りだ!サマージャイアント∞くじ』が開催された[38][39]。
  - 前回のCDリリースである10thアルバム『8BEAT』から2作連続での抽選企画である。
  - 同企画では、本作の全形態に封入される『関ジャニ∞アプリ』のシリアルコードを、それぞれ登録用専用フォームに登録することで応募が出来る仕様となっている[38]。
  - 景品詳細は、後述の本項「#各形態概要」を参照。
- 2022年6月1日、前述の表題曲「喝采」の音源解禁と共に、本作のジャケット写真が解禁された[26]。
  - 同写真は、同年8月13日に千葉・千葉市蘇我スポーツ公園で開催予定だった、日本最大級の野外ロックフェス『ROCK IN JAPAN FESTIVAL 2022』に自身が初出演予定だった[40][41][注 6]ことから、同フェスと言う"拍手喝采の未来"に向かう関ジャニ∞の新アーティスト写真とジャケット写真となっている[26]。
- 同年7月5日 - 7月24日、本作の発売を記念し、『18祭』の情報解禁時のアーティスト写真で着用していたメンバーの法被「18祭青春ハッピ」の展示が、全国5箇所のCDショップにて開催された[43]。開催会場は以下の通り。

| 地域   | 会場                              | 着用メンバー |
| ------ | --------------------------------- | ------------ |
| 北海道 | 玉光堂 パセオ店                   | 村上信五     |
| 東京都 | SHIBUYA TSUTAYA                   | 大倉忠義     |
| 愛知県 | タワーレコード 名古屋近鉄パッセ店 | 丸山隆平     |
| 大阪府 | タワーレコード 梅田NU茶屋町店     | 横山裕       |
| 福岡県 | タワーレコード 福岡パルコ店       | 安田章大     |

- 同年7月16日 - 24日、『18祭』のCD及び映像作品販売ブースにて、関ジャニ∞の商品（CD・DVD・Blu-ray）を1点購入時に、『「喝采」ミニ∞FLAG』が1つ先着で配布された[44]。
  - 同特典は、本作の初回限定盤・通常盤のジャケット写真に描かれている旗のミニレプリカとなっている[44]。
  - 尚、特典は本作に関する物となっているが、キャンペーン対象商品は本作に限らず、どの商品でも可能[44]。
- 同年7月29日、本作の表題曲「喝采」を使用したドキュメンタリーシリーズ『Age is just a number』が始動した[45]。
- 2024年1月1日、デビュー20周年を記念し、過去にリリースされた全楽曲が各種音楽ダウンロードサービス、サブスクリプションサービスで配信されることに伴い、本作の配信も開始された[46][47][48]。

### 各形態概要
| 曲名                                         | 形態 | 形態 | 形態 |
| 曲名                                         | 完全 | 初回 | 通常 |
| -------------------------------------------- | ---- | ---- | ---- |
| CIRCLE                                       | ○    | ○    | ○    |
| 青春FIREWORKS                                | ×    | ×    | ○    |
| あおっぱな -Re:8EST edition-                 | ×    | ×    | ○    |
| イエローパンジーストリート -Re:8EST edition- | ×    | ×    | ○    |
| All is well -Re:8EST edition-                | ×    | ○    | ×    |

| 特典内容                                                       | 形態           |
| -------------------------------------------------------------- | -------------- |
| 特典DVD/Blu-ray（詳細は「#完全生産限定盤（特典映像）」を参照） | 完全生産限定盤 |
| オリジナルデジパック仕様                                       | 完全生産限定盤 |
| トールサイズ仕様                                               | 完全生産限定盤 |
| 「喝采」クリアスリーブ仕様                                     | 完全生産限定盤 |
| "∞TEEN" PHOTO BOOK for 18祭（48P）                             | 完全生産限定盤 |
| 特典DVD/Blu-ray（詳細は「#初回限定盤（特典映像）」を参照）     | 初回限定盤     |
| 歌詞フォトブックレット（16P）                                  | 初回限定盤     |
| 3面6ページ歌詞カード                                           | 通常盤         |

| 特典内容                                              | 形態           |
| ----------------------------------------------------- | -------------- |
| 「All is well -Re:8EST edition-」デジタルフォトブック | 初回限定盤     |
| ジャケット写真&日産スタジアム撮影 メイキング          | 通常盤         |
| 『18祭』ライブ音源（詳細は「#特典音源」を参照）       | 全形態購入特典 |
| 『18祭』ライブ写真                                    | 全形態購入特典 |

| 賞     | 景品 |
| ------ | --- |
| A賞    | 「喝采」デッカイフラッグ - 本作のジャケット撮影で実際に使用したフラッグ。 - 当選人数：8名                                                                      |
| B賞    | 「喝采」ピッカリポーチ - オーロラに輝くポーチ。 - 当選人数：88名                                                                                               |
| C賞    | 「喝采」奏でるピックキーホルダー - クチビルくんロゴの入ったオリジナルピック。 - 本作が約3年4か月振りのバンドシングルであるために制作された。 - 当選人数：888名 |
| 参加賞 | オリジナル 喝采 壁紙 - スマートフォンの壁紙。 - 種類：各メンバーソロver.5種、メンバー集合1種 - 当選人数：応募者全員                                            |

## 販売形態
- 発売日：2022年7月6日
  - 完全生産限定盤（JACA-5982~5983：CD+DVD+フォトブック）
    - オリジナルデジパック仕様
    - トールサイズ仕様
    - 「喝采」クリアスリーブ仕様
    - 「"∞TEEN" PHOTO BOOK for 18祭」封入

  - 完全生産限定盤（JACA-5984~5985：CD+Blu-ray+フォトブック）
    - オリジナルデジパック仕様
    - トールサイズ仕様
    - 「喝采」クリアスリーブ仕様
    - 「"∞TEEN" PHOTO BOOK for 18祭」封入

  - 初回限定盤（JACA-5986~5987：CD+DVD）
    - 歌詞フォトブックレット（16P）付属

  - 初回限定盤（JACA-5988~5989：CD+Blu-ray）
    - 歌詞フォトブックレット（16P）付属

  - 通常盤（JACA-5990：CD）
    - 3面6ページ歌詞カード付属
- 発売日：2024年1月1日
  - 配信作品
    - デビュー20周年を記念した音楽ダウンロードサービスおよびサブスクリプションサービスでの配信[46][47][48]。

## チャート成績

### シングルチャート順位
- オリコンチャート
  - 初日110,661枚を売り上げ、2022年7月5日付の「オリコンデイリー CDシングルランキング」で初登場1位を獲得した[2]。
  - 初週150,840枚を売り上げ、2022年7月18日付の「オリコン週間 CDシングルランキング」で週間1位を獲得した[3][4]。
    - 34作連続、通算42作目のシングル1位獲得となった[3]。
    - 「シングル1位獲得連続年数」が16年連続（2007年度 - 2022年度）となった[3]。

  - 初週150,961ptを記録し、2022年7月18日付の「オリコン週間 合算シングルランキング」で週間1位を獲得した[5][6]。
    - 6作連続、通算6作目の合算シングル1位獲得となった[5]。

  - 日間4,170枚を売り上げ、2022年7月23日付の「オリコンデイリー CDシングルランキング」でデイリー1位を獲得した[49]。
    - 最後に同ランキングで1位を獲得した同年7月10日[50]から、13日振りの1位獲得となった。
    - また、翌日も日間5,197枚を売り上げ、2022年7月24日付の同チャートで2日連続でデイリー1位を獲得した[51]。

  - 累計184,964枚を売り上げ、2022年7月度「オリコン月間 CDシングルランキング」で月間3位を獲得した[7]。
  - 2022年度「オリコン年間 CDシングルランキング」で年間39位を獲得した[8]。
- Billboard JAPAN
  - 初週153,672枚を売り上げ、2022年7月13日公開の「Billboard JAPAN Top Singles Sales」で週間1位を獲得した[9][10]。
  - 2022年度「Billboard Japan Top Singles Sales Year End」で年間44位を獲得した[13]。
- タワーレコード
  - 2022年度「2022ベストセラーズ 邦楽シングル TOP20」で年間19位を獲得した[14]。

### 各曲チャート順位
- Billboard JAPAN
  - 初週7,142ptを記録し、2022年7月13日公開の「Billboard Japan Hot 100」で表題曲「喝采」が週間3位を獲得した[11][12]。

### ミュージック・ビデオ
- 2022年6月13日に表題曲「喝采」のミュージック・ビデオが公開され[28][29]、同年7月1日に同MVの総再生回数が100万回を突破。以降、同年7月28日に200万回を突破した。

## 収録曲

### CD

#### 完全生産限定盤・通常盤
※「青春FIREWORKS」以降、通常盤のみ収録。
1. 喝采 - [3:25]
作詞：栗原暁
作曲：久保田真悟、栗原暁
編曲：久保田真悟
  - Jazzin' parkからの楽曲提供。
  - 2022年6月13日に同曲のMVが公開された[28][29]。
2. CIRCLE - [4:05]
作詞・作曲：アオワイファイ
編曲：高慶"CO-K"卓史
  - 2020年ドバイ国際博覧会日本館共同プロジェクト『共に未来に向けて歩みを進めよう #再び繋がり合う世界』テーマソング[31]
3. 青春FIREWORKS - [4:08]
作詞・作曲・編曲：古川貴浩
  - 2022年8月8日に自身のデビュー18周年記念野外ライブ『18祭』の映像が使用された、同曲のメモリアルムービーが公開された[32]。
4. あおっぱな -Re:8EST edition- - [3:53]
作詞：増子直純
作曲：上原子友康
編曲：大西省吾
  - 22ndシングルの再録バージョン
  - テレビ朝日系金曜ナイトドラマ『ボーイズ・オン・ザ・ラン』主題歌[52]
  - 怒髪天の増子直純と上原子友康からの楽曲提供。
5. イエローパンジーストリート -Re:8EST edition- - [4:51]
作詞・作曲：TAKESHI
編曲：久米康隆、TAKESHI
  - 16thシングルの2曲目の再録バージョン
  - 東宝配給劇場アニメ『映画クレヨンしんちゃん 嵐を呼ぶ黄金のスパイ大作戦』主題歌[53]
6. 喝采 (オリジナル･カラオケ)
7. CIRCLE (オリジナル･カラオケ)
8. 青春FIREWORKS (オリジナル･カラオケ)

#### 初回限定盤（CD）
1. 喝采
2. CIRCLE
3. All is well -Re:8EST edition- - [5:46]
作詞：関ジャニ∞
作曲：安田章大
編曲：野間康介
  - 6thアルバム『JUKE BOX』収録曲の再録バージョン
  - 関ジャニ∞自身が制作した楽曲。
  - 2022年6月22日にMVのティザー映像が公開された[33]。

### 配信
配信限定作品。2024年1月1日に配信された。
1. 喝采
2. CIRCLE
3. 青春FIREWORKS
4. あおっぱな -Re:8EST edition-
5. イエローパンジーストリート -Re:8EST edition-
6. All is well -Re:8EST edition-

### 特典映像

#### 完全生産限定盤（特典映像）
| #         | タイトル                    | 作詞  | 作曲・編曲 | 時間  |
| --------- | --------------------------- | ----- | ---------- | ----- |
| 1.        | 「ローリング・コースター」  |       |            |       |
| 2.        | 「ズッコケ男道」            |       |            |       |
| 3.        | 「Making of EIGHT OF ROCK」 |       |            | 15:56 |
| 合計時間: | 合計時間:                   | 24:31 |            |       |

#### 初回限定盤（特典映像）
| #         | タイトル                                                | 作詞  | 作曲・編曲 | 時間 |
| --------- | ------------------------------------------------------- | ----- | ---------- | ---- |
| 1.        | 「喝采」(Music Clip)                                    |       |            | 3:27 |
| 2.        | 「喝采」(Solo Angle (1half size) 横山ver.)              |       |            | 2:26 |
| 3.        | 「喝采」(Solo Angle (1half size) 村上ver.)              |       |            | 2:26 |
| 4.        | 「喝采」(Solo Angle (1half size) 丸山ver.)              |       |            | 2:26 |
| 5.        | 「喝采」(Solo Angle (1half size) 安田ver.)              |       |            | 2:26 |
| 6.        | 「喝采」(Solo Angle (1half size) 大倉ver.)              |       |            | 2:26 |
| 7.        | 「CIRCLE」(Music Clip (1half size))                     |       |            | 3:01 |
| 8.        | 「All is well -Re:8EST edition-」(Music Clip)           |       |            | 5:59 |
| 9.        | 「All is well -Re:8EST edition-」(Making of Music Clip) |       |            | 5:53 |
| 10.       | 「喝采」(Making of Music Clip)                          |       |            | 9:53 |
| 合計時間: | 合計時間:                                               | 40:23 |            |      |

#### 通常盤（特典映像）
| #         | タイトル                                         | 作詞 | 作曲・編曲 | 時間 |
| --------- | ------------------------------------------------ | ---- | ---------- | ---- |
| 1.        | 「ジャケット写真&日産スタジアム撮影 メイキング」 |      |            | 2:22 |
| 合計時間: | 合計時間:                                        | 2:22 |            |      |

## 特典音源
『18祭 "もぎたてホヤホヤ" LIVE音源』（じゅうはっさい もぎたてホヤホヤ ライブおんげん）は、関ジャニ∞の配信限定ライブ・アルバム。2022年8月1日に『関ジャニ∞アプリ』限定でINFINITY RECORDSから配信された。

### 概要（特典音源）
- 『関ジャニ∞のいろは』に続き、『関ジャニ∞アプリ』限定配信アルバム[37][54]。
  - 自身のデビュー18周年記念野外ライブ『18祭』神奈川・日産スタジアム2日目公演のライブ音源を収録したライブ・アルバムとなっている[37][54]。
  - 自身がライブ音源のみをリリースするのは初である。
- 本項『喝采』の全3形態[注 7]を購入し、それぞれに収録されているシリアルコードを、2022年7月5日から8月31日までに特設サイトで入力すれば、同年8月1日から翌2023年2月28日まで本作のダウンロードが可能となっている[37][54]。
- 本作には、『18祭』のために事前に募集したファン投票企画「踊!SONG」及び「レア!SONG」の第1位を各1曲ずつと、本項の表題曲「喝采」の計3曲が配信された[54]。
- 「踊!SONG」第1位である「マーメイド」は、大阪松竹座時代から披露されている楽曲[55][56]。
  - 初披露から20年以上音源化されていなかったが、配信限定でライブ音源であるが本作で初の音源化となった[57]。
- 「レア!SONG」第1位である「アネモネ」は、『18祭』にて、音源の発売から約8年越しにライブ初披露となった[57]。
- 本作のジャケット写真には、本作の収録会場である日産スタジアムが使用されている[54]。
- 本作の配信ページ内に、本作と共に特典となっているライブ写真『18祭 "もぎたてホヤホヤ" LIVE写真』が掲載されている[54]。

### 配信期間
- シリアルコード入力期間：2022年7月5日 - 8月31日
- ダウンロード可能期間：2022年8月1日 - 2023年2月28日

### 収録曲（特典音源）
1. マーメイド (踊!SONG) from 18祭@日産スタジアム - [3:53]
作詞：TAKESHI
作曲：ha-j
  - 「踊!SONG」第1位楽曲[57]。
  - 本作で初の音源化。
2. アネモネ (レア!SONG) from 18祭@日産スタジアム - [3:30]
作詞：U-Ka
作曲：高橋浩一郎
  - 27thシングル『キング オブ 男!』カップリング
  - 「レア!SONG」第1位楽曲[57]。
3. 喝采 from 18祭@日産スタジアム - [3:48]
作詞：栗原暁
作曲：久保田真悟、栗原暁
  - 本項47thシングル
  - Jazzin' parkからの楽曲提供。

## 楽曲提供者

### アーティスト作
- Jazzin' park
  - 栗原暁
    - 「喝采」（作詞・作曲）

  - 久保田真悟
    - 「喝采」（作曲・編曲）
- 怒髪天
  - 増子直純
    - 「あおっぱな -Re:8EST edition-」（作詞）[注 8]

  - 上原子友康
    - 「あおっぱな -Re:8EST edition-」（作曲）[注 8]

### メンバー作
- 関ジャニ∞
  - 「All is well -Re:8EST edition-」（作詞）[注 9]
- 安田章大
  - 「All is well -Re:8EST edition-」（作曲）[注 9]

## 参加ミュージシャン
※アルバム『SUPER EIGHT』のクレジットより。
喝采
- Drums：髭白健
- E.Bass：宮本將行
- A & E.Guitar：大西省吾
- A.Piano & Organ：佐藤真吾

## 収録作品

### アルバム
喝采
- 配信限定アルバム『関ジャニ∞のいろは』

※1ハーフバージョンを収録。
- 配信限定ライブアルバム『18祭 "もぎたてホヤホヤ" LIVE音源』

※ライブ音源を収録。
- 配信限定ライブアルバム『お耳de18祭』

※ライブ音源を収録。
- 配信限定アルバム『関ジャニ∞のいろは2023』

※1ハーフバージョンを収録。
- 11thアルバム『SUPER EIGHT』

CIRCLE

### 映像作品

#### ライブ映像
喝采
- 21stライブDVD/Blu-ray『KANJANI∞ STADIUM LIVE 18祭』
- 22ndライブBlu-ray/DVD『KANJANI∞ DOME LIVE 18祭』
- 50thシングル『アンスロポス』（初回限定「炎」盤 特典Blu-ray/DVD）
- 23rdライブBlu-ray/DVD『超ARENA TOUR 2024 SUPER EIGHT』

※完（CAN）全生産限定盤・初回限定盤の『SUPER EIGHTアプリ』限定配信特典にも収録。

CIRCLE

青春FIREWORKS
- 21stライブDVD/Blu-ray『KANJANI∞ STADIUM LIVE 18祭』

※初回限定盤A・Bの特典DVD/Blu-rayにも収録。

## テレビ歌唱
喝采
- ミュージックステーション ウルトラSUPER LIVE 2022（2022年12月23日、テレビ朝日）
- 音楽の日2023（2023年7月15日、TBS）

## 喝采ドキュメンタリーシリーズ
- 『Age is just a number』と題した、本作の表題曲「喝采」を使用したドキュメンタリーシリーズ[45][60]。
- 「Age is just a number（=年齢はただの数字）」を体現した人物にスポットライトを当てたドキュメンタリーとなっている[45][60]。
  - 同映像は、企画テーマの都合上メンバーは出演せず、各人物に関する映像で構成されている[注 10]。
- 2022年7月29日、企画が発表され、第1弾がYouTubeにて公開された[45][60]。

### 配信リスト
※職業は全て動画公開当時の物を記述。
| ＃ | 配信日  | 人物     | 職業                                   | 動画       |
| -- | ------- | -------- | -------------------------------------- | ---------- |
| 1  | 7月29日 | 青木宣親 | プロ野球選手（東京ヤクルトスワローズ） | [ 動画 1 ] |
| 2  | 8月11日 | 稲本潤一 | サッカー選手（南葛SC）                 | [ 動画 2 ] |